# Heteromysis gomezi
Heteromysis gomezi är en kräftdjursart som beskrevs av Mihai Bacescu 1970. Heteromysis gomezi ingår i släktet Heteromysis och familjen Mysidae. Inga underarter finns listade i Catalogue of Life.